# Sphingonotus picteti
Sphingonotus picteti är en insektsart som först beskrevs av Krauss 1892.  Sphingonotus picteti ingår i släktet Sphingonotus och familjen gräshoppor. IUCN kategoriserar arten globalt som sårbar. Inga underarter finns listade i Catalogue of Life.